# 황대호
황대호(1986년 6월 9일 ~ )는 수원 출신의 대한민국 정치인으로, 제10대, 제11대 경기도의원이다. 소속 정당은 더불어민주당이다.

## 학력
- 2023년 경기대학교 이학박사
- 2014년 숭실대학교 대학원 경영학 박사과정 수료
- 2009년 ~ 2012년 성균관대학교 교육대학원 교육학 석사
- 2005년 ~ 2009년 명지대학교 체육학 학사
- 율전초, 율전중, 수원공고 졸업

## 경력
- 2024년 ~ : 제11대 경기도의회 후반기 문화관광체육위원회 위원장
- 2022년~2024년 제11대 경기도의회 전반기 문화체육관광위원회 부위원장
- 2022년 7월 1일 ~ : 제11대 경기도의회 의원(최연소 재선)
  - 제11대 경기도의회 전반기 문화체육관광위원회 부위원장
  - 제11대 경기도의회 전반기 의회운영위원회 위원
- 2022년 10월 ~ : 경기도의회 교섭단체 더불어민주당 수석대변인
- 2018년 7월 1일 ~ 2022년 6월 30일 : 제10대 경기도의회 의원
- 2021년 제20대 대통령선거 더불어민주당 이재명 후보 경선대책위원회 조직특보

## 수상
- 2016년 한국사회복지협의회장 표창
- 2017년 한국보건복지인력개발원장 표창
- 2020년 올해를 빛낸 한국인대상 지방자치의정부문
- 2023년 거버넌스지방정치대상 공모대회 지방의원부문 대상

## 역대 선거 결과
|  | 70.78% |

|  | 53.00% |